# Rừng Szpęgawski
Rừng Szpęgawski (tiếng Ba Lan: Las Szpęgawski) là một khu rừng nằm ở phía bắc thị trấn Starogard Gdański, Pomeranian Voivodeship, miền bắc Ba Lan. Khu vực này đã được trang web của một Đức quốc xã giết người hàng loạt của Đức và hàng loạt ngôi mộ của 7000 người Ba Lan, trong đó có 1680 Kocborowo (Konradstein) và swiecie bệnh nhân bệnh viện tâm thần, giết chết trong Thế chiến II do Đức.